# Ringbrynjeskjorta
- Övre vänster: Medeltida museal brynja.
- Övre höger: Medeltida illustration av brynjeklädda vikingar, 1100.
- Undre vänster: Medeltida bibelillustration som visar hur man enklast tar av sig en ringbrynjeskjorta.
- Undre höger: Vikingatida brynja hörande Gjermundbufyndet.

Ringbrynjeskjorta, pansarskjorta eller bara brynja (fornnordiska: brynja, ᛒᚱᚢᚾᛁᛅ) är ett rustplagg av ringpansar som täcker överkroppen, från axlarna ned över låren och ibland nedan knäna med varierande ärmlängd.